# Butoh
Butoh (Mørkets dans) er en japansk danseform, skabt af Tatsumi Hijikata (1928-1986) og Kazuo Ohno (født 1906). Den første butohforestilling blev vist i 1959. 
Butoh er en kropslig dans, der udforsker de mørkeste sider af den menneskelige natur. Dansen er en protest imod såvel de vestlige som de japanske dansetraditioner og danses i dag over hele verden.